# Манастир Црногорци
Манастир Црногорци је манастир Српске православне цркве посвећен Светом Василију Острошком. По благослову Његовог Преосвештенства Епископа далматинског Г. Г. Фотија основан је нови манастир у Епархији далматинској и то манастир Светог Василија Острошког у селу Црногорци поред Имотског. Овај манастир је пети манастир у Епархији далматинској и духовни је центар Имотске крајине.

## Прошлост
Овај свети храм је подигнут 1988. године и до сада је служио као парохијска црква, а од данас ће, ако Бог да, постати манастир Светог оца нашег Василија Чудотворца Острошког, место непрестане молитве, али и заштите овог дивног угодника Божијег. Проглашавајући данас овај манастир Светог Василија Острошког, ту визију имамо пред собом, и ако Бог да, када се подигну конаци овог манастира, и у њега се уселе монаси, они ће својим трудом и монашким подвигом ово свето место уздизати у небеске висине, у којима је сам живео и које је созерцавао Свети Василије Острошки.

## Садашњост
Свети Василије Острошки је живео у 17. веку, у тешком времену турског ропства и у периоду борбе за очување чистоте Православља. Оба ова велика крста победоносно је изнео на својим плећима Свети отац Василије Острошки укрепљиван благодаћу Божијом. Он је истовремено себе потпуно преобразио у Христа, тако да је, подобно Светом апостолу Павлу, и у њему живео Христос. Христом и само Христом Свети Василије – слава му и милост – могао је да учини, а и данас чини дела подобна делима великих старозаветних пророка, као и многих светитеља Цркве Христове. Христом је Свети Василије Острошки у српском роду стао уз родоначелнике наше Светог Симеона Мироточивог и Светог Саву, и као светило неугасиво светли и данас у тами овога света и овога века.
Проглашавајући данас овај манастир можемо слободно рећи да он одмах добија свој Устав и свој Типик, а то је житије Светог Василија Острошког Чудотворца. Онај ко буде овде живео позван је непрестано, да се учи из житија Светог оца Василија, великог јерарха Цркве Христове, али и великог подвижника, који се непрестано и од свога архијерејског служења повлачио, да би се у миру и тишини благословене пустиње Самим Господом испуњавао.
Ктитори:
Благословом Епископа далматинског Г. Г. Николаја Мрђе а у време свештеника Душана Гајића 1984. године,трудом и љубављу породице Мандић која приложи земљиште и дио средстава и уз учешће свих благочестивих мештана села Црногорци поче изградња ове дивне светиње.Крај радова би 1988. године а освећење храма изврши исте године епископ далматински Г. Г. Николај (1978-1992).
На жалост светиња претрпи минирање 1992. године а обнова поче благословом Епископа далматинског Г. Г. Фотија 2001. у време свештеника Ђорђа Кнежевића, трудом и љубављу породице Гленџо такође из Црногораца а пореклом из Црне Горе.